# Thetystrombus latus
Thetystrombus latus, noto anche come Strombus bubonius, è un gasteropode marino attualmente presente lungo le coste del Senegal.
È una specie che ha abitato il Mediterraneo in diversi periodi geologici, in particolar modo nel Tirreniano, periodo risalente a 115-120.000 anni fa,  caratterizzato da un livello del mare di circa sei metri più alto di quello attuale.
Si trova, come fossile, lungo le coste del Mediterraneo e in particolar modo a Gallipoli, Cagliari e Reggio Calabria. La presenza di questo fossile ci fa capire che il periodo in cui questi organismi sono vissuti lungo le coste salentine e di tutto il Mediterraneo occidentale, era caratterizzato da condizioni climatiche quasi tropicali, tipiche dell’areale del gasteropode, in questo caso il Senegal; mediante l'osservazione dei suoi depositi fossili, si possono ricavare delle informazioni di grandissima importanza per una regione e per la sua tettonica, come ad esempio la velocità di sollevamento; infatti si è giunti a scoprire che la Calabria si sta innalzando di circa 1 millimetro all'anno verso nord est, mentre la Sicilia si sta innalzando verso sud, con il conseguente allargamento dello Stretto di Messina.

## Strombus a Gallipoli
Lo Strombus di Gallipoli è un geosito, ovvero una località nella quale sono rappresentati in maniera esemplare eventi geologici passati; anche per questo motivo infatti è un luogo di importanza mondiale dal punto di vista scientifico e didattico e per questo è stato oggetto di numerose pubblicazioni scientifiche nazionali ed internazionali, come quella di Cosimo De Giorgi, oltre esser stato oggetto di studio in numerosi congressi europei:
- 1953 - IV Congresso International Union for Quaternary Research (INQUA) -Associazione Internazionale per lo Studio del Quaternario
- 1987 - Riunione Annuale del Gruppo Nazionale di Geografia fisica e Geomorfologia
- 1993 - XII Congresso della Società Paleontologica Italiana
- 2003 - Puglia 2003 ,Final Conference of IGCP 437 Project
- 2003 - Congresso Nazionale dell'Associazione Italiana Docenti di Geografia

Nonostante l'importanza, alcuni di questi geositi si trovano clamorosamente in uno stato di completo abbandono senza alcun tipo di protezione.

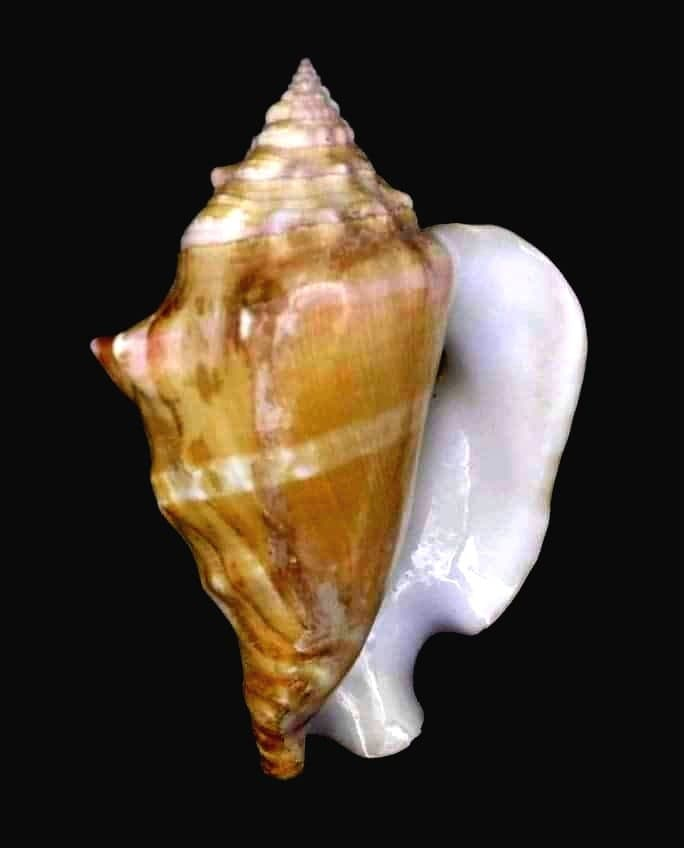

## Descrizione
Di dimensioni variabili,  generalmente sui 6–7 cm, presenta una conchiglia solida, robusta e abbastanza pesante, con un colore quasi giallastro. Vive principalmente nei fondali sabbiosi di riva o in fondali molto bassi.